# Pachysentis ehrenbergi
Pachysentis ehrenbergi är en hakmaskart som beskrevs av Meyer 1931. Pachysentis ehrenbergi ingår i släktet Pachysentis och familjen Oligacanthorhynchidae. Inga underarter finns listade i Catalogue of Life.